# Семенова (Латвия)
Семенова (Семёново; латыш. Semenova) — населённый пункт в Вилякском крае Латвии. Административный центр Медневской волости. Расположен на региональной автодороге P45 (Виляка — Карсава). Расстояние до города Балви составляет около 34 км. Рядом протекает река Кира. По данным на 2015 год, в населённом пункте проживало 237 человек.

## История
В советское время населённый пункт был центром Медневского сельсовета Балвского района.